# Гераклея Доріеєва
Гераклея (дав.-гр. Ηράκλεια) — давньогрецька колонія на північному узбережжі Сицилії, що була розташована між Панормом і Солунтом. Заснована спартанським царевичем Доріеєм із соратниками, яких карфагеняни витіснили з Сиртики. Заснування міста викликало спротив як місцевого населення — елімів, так і тих же карфагенян, що вважали берег на захід від Солунта своїм. Конфлікт призвів до війни, під час якої Доріей загинув, а Гераклея — зруйнована. Мешканці колонії переселилися до іншої Гераклеї — Міної, розташованої на південному узбережжі Сицилії.